# Juan Carlos Marambio Catán
Juan Carlos Marambio Catán (* 30. Juli 1895 in Bahía Blanca; † 15. Februar 1973 in Mendoza) war ein argentinischer Tangosänger, -dichter und –komponist und Schauspieler.

## Leben
Marambio Catán debütierte in Uruguay an der Seite von Fernando Nunziata. 1915 bildete er ein Duo mit Saúl Salinas. Da er zu dieser Zeit unter dem Namen Carlos Núñez auftrat, hieß die Formation zunächst Duo Salinas-Núñez; später wurde sie in Duo Salinas-Catán umbenannt. Nach der Trennung von Salinas zog Marambio Catán nach Mendoza, wo er als Schullehrer arbeitete. Seine nächsten Auftritte hatte er mit Carlos Montbrun Ocampo als Partner. 1924 entstanden seine ersten Aufnahmen beim Label Victor mit dem Orchester Augusto Bertos. Zwischen 1924 und 1928 trat er mit Alfredo Pelaia auf, mit dem er ebenfalls einige Titel aufnahm. Weitere Aufnahmen bei Victor entstanden 1931 mit Andrés Chazarreta. Parallel dazu tourte er als Schauspieler mit verschiedenen Theaterkompanien durch Lateinamerika.
Tourneen nach Europa und Ägypten unternahm Marambio Catán u. a. mit den Orchestern Julio De Caros, Eduardo Biancos und Juan Cruz Mateos, später auch als Solist. In Spanien spielte er 1934 Aufnahmen als Mitglied des  Trío Buenos Aires (mit Juan Cruz Mateo und Carlos Vega) ein. Nach einer Tour durch Lateinamerika mit dem Bandoneonisten Carlos Marcucci und dem Tänzer Casimiro Aín und Auftritten als Schauspieler und Sänger in einem Stück von Samuel Eichelbaum beendete Marambio Catán 1943 seine Laufbahn.
Einen Namen als Textdichter machte sich Marambio Catán vor allem mit seinen Texten zu den Tangos  Acquaforte (Musik von Horacio Pettorossi), El monito und Buen amigo (Musik von Julio De Caro) und El choclo (Musik von Casimiro Alcorta, orchestriert von Ángel Villoldo). 1972 erschien in Buenos Aires seine Autobiographie El tango que yo viví: 60 años de tango.